# Román ortodox egyház
A román ortodox egyház (románul Biserica Ortodoxă Română, rövidítésben gyakran BOR) egy autokefál egyház az ortodox kereszténységen belül. Eredetileg a konstantinápolyi ortodox egyház része volt. 1865-ben alapították és 1885-ben ismerte el a konstantinápolyi pátriárka a román egyház autokefalitását. 
Joghatósága kiterjed Románia és Moldova területére , további egyházmegyékkel a szomszédos Szerbiában és Magyarországon élő románok számára, valamint a diaszpórai közösségek számára Közép- és Nyugat-Európában, Észak-Amerikában és Ausztrália-Óceániában.
A románok többsége a román ortodox egyházhoz tartozik, de az egyháznak vannak más nemzetiségű tagjai is (romák, ukránok stb.) A 2002-es népszámlálás adatai szerint az ortodox hívők száma 18 817 975 volt, vagyis az ország teljes lakosságának 86,8%-a.

## Egyházszervezet
Az egyházat Romániában hat metropólia, tizenhárom érsekség és tizenöt püspökség alkotja. A 13 527 egyházközségben és filiában 14 513 pap és diakónus lát el szolgálatot 15 218 templomban. A diaszpórában élő román ortodox hívők számára Európában három metropólia, az amerikai földrészen egy érsekség, Ausztrália és Új-Zéland számára egy püspökség létezik. Magyarországi része a Gyulai Román Ortodox Püspökség.
A Románia területén levő metropóliák: 
- Havasalföld–Dobrudzsai Metropólia (Mitropolia Munteniei și Dobrogei)
- Moldva–Bukovinai Metropólia (Mitropolia Moldovei și Bucovinei)
- Erdélyi Metropólia(wd) (Mitropolia Ardealului)
- Kolozsvár–Máramaros–Szilágysági Metropólia(wd) (Mitropolia Clujului, Maramureșului și Sălajului)
- Olténiai Metropólia (Mitropolia Olteniei)
- Bánáti Metropólia(wd) (Mitropolia Banatului)

## Képek

A román ortodox egyház tartomány térképe
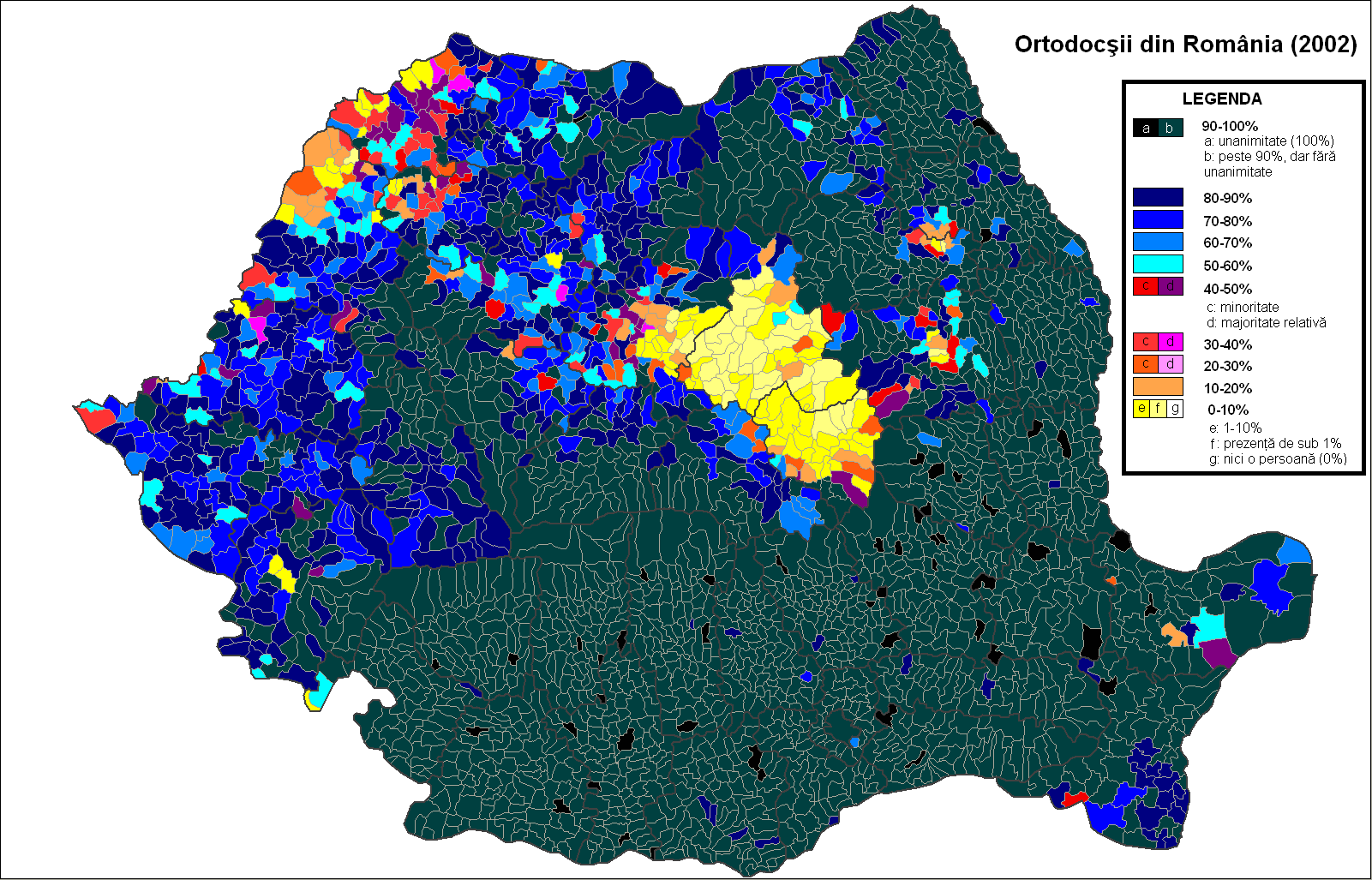
A hívek aránya Romániában (2002)
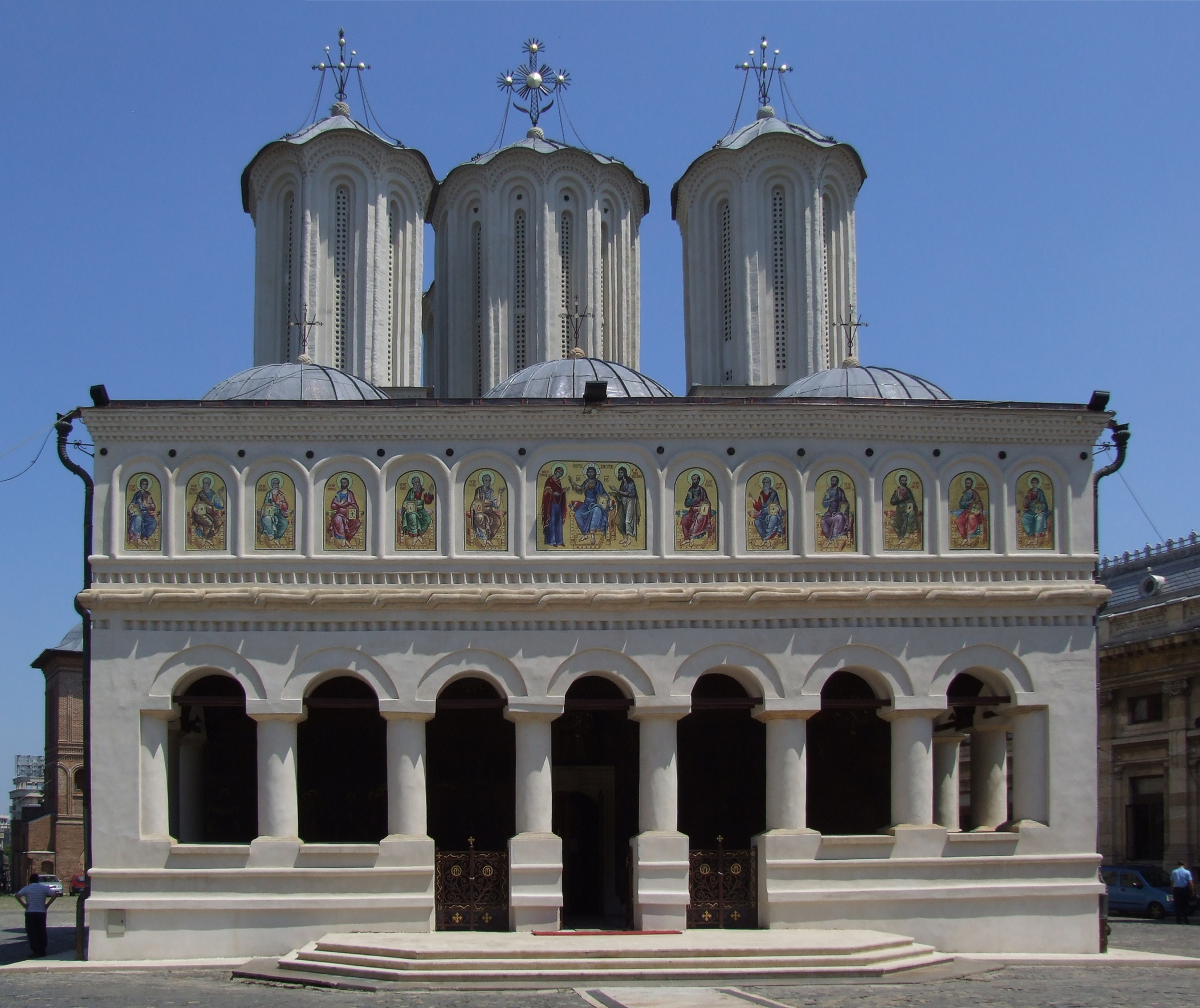
A pátriárka katedrálisa Bukarestben
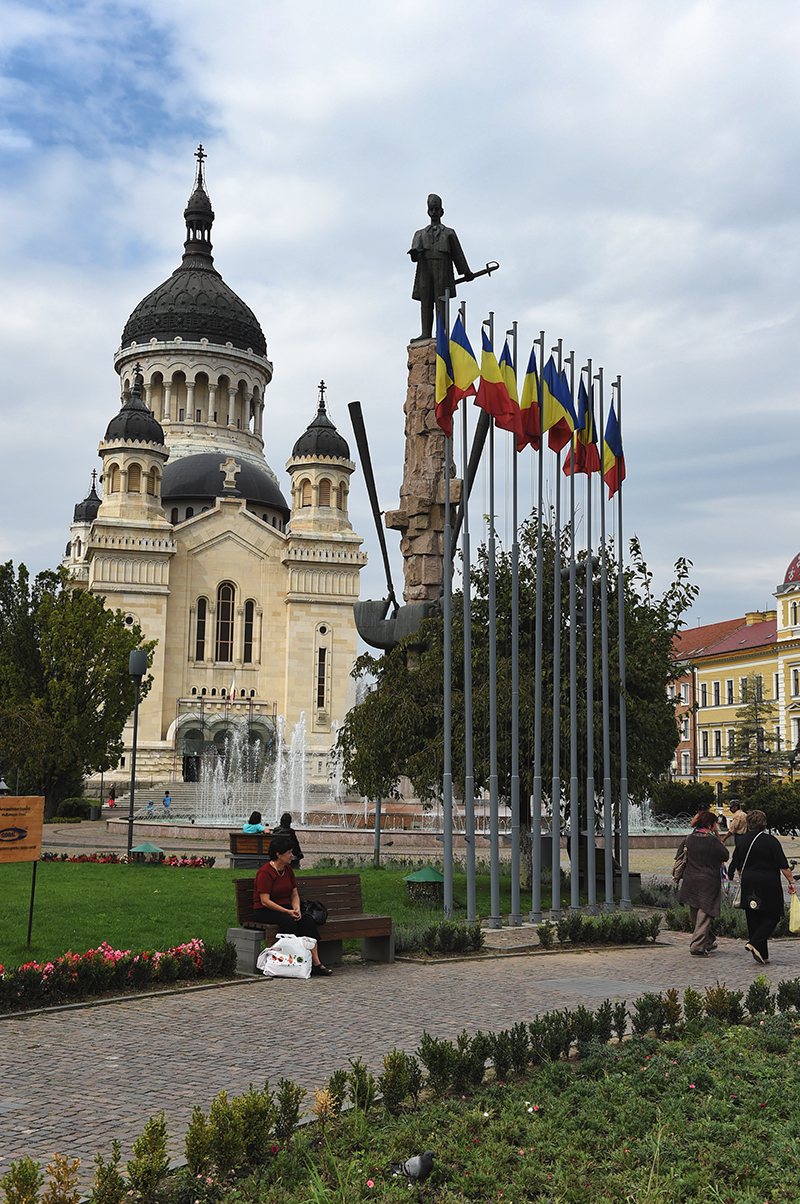
A kolozsvári ortodox katedrális